# Pesem poletja (festival)
Pesem poletja (tudi: Paprika poletje) je bil slovenski glasbeni festival, ki je v letih 2005−2009 potekal v organizaciji komercialne televizije TV Paprika. Izbor za pesem poletja je trajal več tednov, saj so se čez celo poletje na TV Papriki vrstile "predizborne" oddaje, v katerih so se izvajalci predstavili s 3 skladbami, gledalci pa so s telefonskim glasovanjem odločili, s katero bodo nastopili v finalu.
Od festivalov, kot so Ema, Slovenska popevka, Melodije morja in sonca, Vesela jesen in Hit festival, se je Pesem poletja razlikovala predvsem v dveh potezah:
- tekmovalne skladbe niso bile napisane posebej za festival, tako da so bile lahko stare tudi več let, oziroma ni veljalo, da bi morale biti predhodno neobjavljene,
- izvajalci niso peli živo, temveč na playback.

### Zmagovalci
"Pesmi poletja" so bile:
| Leto | Izvajalec – pesem                        |
| ---- | ---------------------------------------- |
| 2005 | Saša Lendero − Luna                      |
| 2006 | 4play − Tarča                            |
| 2007 | Turbo Angels − Na Bahame                 |
| 2008 | Domen Kumer & Petra Pečovnik − Kamasutra |
| 2009 | Sexplosion − Šejk                        |